# Пісарра (Малага)
Пісарра (ісп. Pizarra) — муніципалітет в Іспанії, у складі автономної спільноти Андалусія, у провінції Малага. Населення — 8990 осіб (2010).
Муніципалітет розташований на відстані близько 410 км на південь від Мадрида, 25 км на захід від Малаги.
На території муніципалітету розташовані такі населені пункти: (дані про населення за 2010 рік)
- Серральба: 1002 особи
- Лос-Лагарес: 231 особа
- Пісарра: 6286 осіб
- Рівера: 198 осіб
- Вега-Санта-Марія: 255 осіб
- Вільялон: 201 особа
- Салеа: 759 осіб
- Лос-Малагеньйос: 58 осіб

## Демографія
Динаміка населення (INE ):

## Галерея зображень

Розташування муніципалітету у провінції Малага
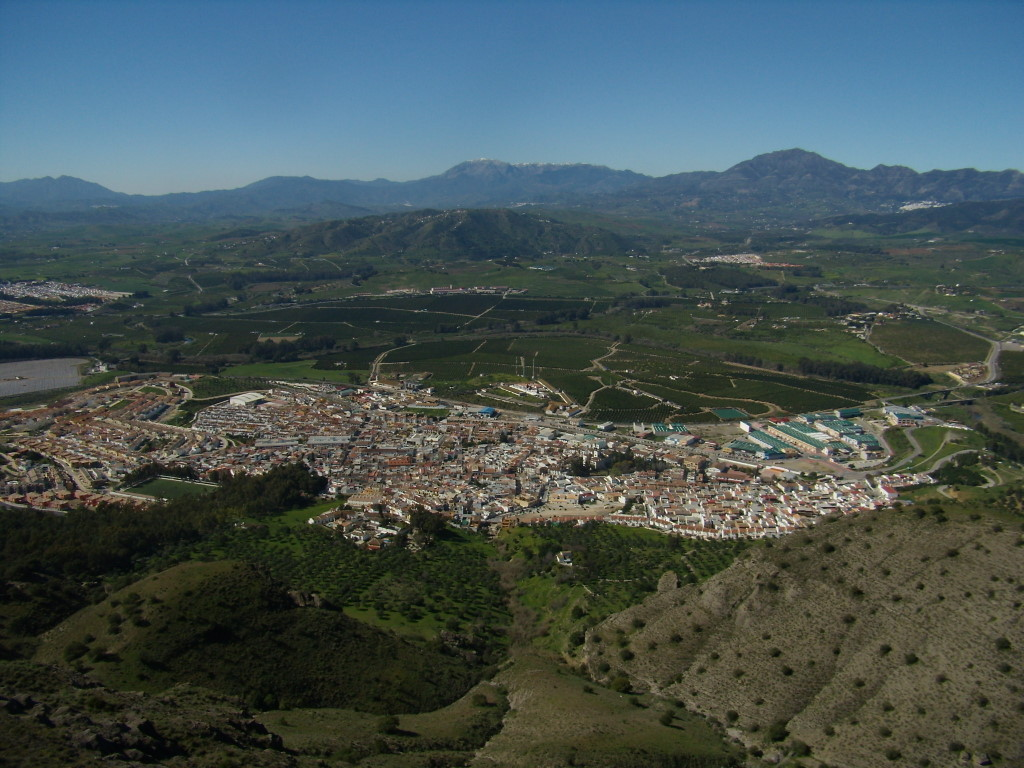
Пісарра